# Katterjåkk

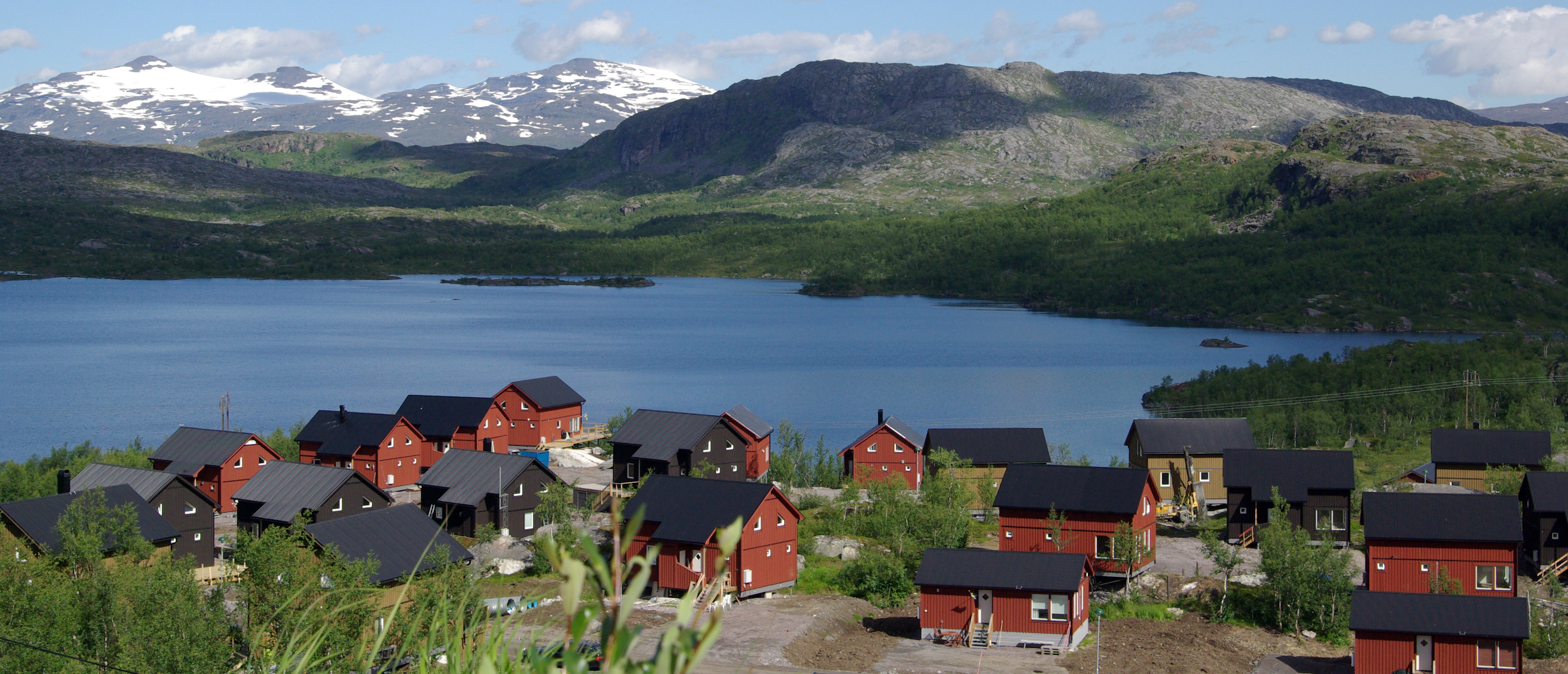
Stugbyn i Katterjåkk.

Katterjåkk (nordsamiska: Gátterjohka), tidigare Vassijaure och Gamla Vassijaure, är en turiststation som drevs av Friluftsfrämjandet, sedan i privat regi. Sedan 1 januari 2009 drivs den åter i Friluftsfrämjandets regi. Den ligger i Kiruna kommun, vid Europaväg E10 och i närheten av järnvägsstationen Katterjåkk (trafikplatssignatur Kjå) på Malmbanan, 120 kilometer från Kiruna, 2 kilometer från Riksgränsen och 50 kilometer från Narvik. Katterjåkk är uppkallat efter jocken med samma namn, som rinner ner från sjön Katterjaure 4 kilometer bort, förbi och ut i närbelägna sjön Vassijaure. Det förekommer också att byn stavas Katterjokk.
Turiststationen byggdes ursprungligen som läger för rallarna som runt sekelskiftet byggde Malmbanan eller Ofotbanen, som dess fortsättning in i Norge kallas. Järnvägen invigdes 1903.
I en ingenjörsbyggnad från järnvägsbygget upprättades 1903 "Vassijaure naturvetenskapliga station", en verksamhet som efter en brand 1910 flyttades till Abisko och fortsatte under namnet Abisko naturvetenskapliga station.
2007–2008 byggdes 43 stugor vid Katterjåkk. 2008 öppnades byns Coop Konsumbutik samt restaurangen Ebbes kök. 2009 öppnades lägenhetshotellet i samma hus som Konsumbutiken och restaurangen. I området finns också en husvagnsförening med 60-talet egenägda husvagnsplatser. Coop-butiken stängde 2022.
Kiruna kommun har byggt ett nytt reningsverk som betjänar Katterjåkk och Riksgränsen, klart 2010.
Katterjåkk är känt för att regelbundet ha upp till 100–150 cm djup snö om vintrarna, det tjockaste snötäcket av alla SMHI:s mätstationer.